# Новоселівка (Коломийський район)
Новосе́лівка —  село в Україні, у Городенківській міській громаді Коломийського району Івано-Франківської області. 
Відповідно до Розпорядження Кабінету Міністрів України від 12 червня 2020 року № 714-р «Про визначення адміністративних центрів та затвердження територій територіальних громад Івано-Франківської області» увійшло до складу Городенківської міської громади.

## Розташування
Відстань до адміністративного центру громади становить близько 16 км і проходить автошляхом Р20.

## Історія
Згадується 6 січня 1448 року в книгах галицького суду .
В дорадянський період поселення називалося "хутір Владипіль".

## Населення

### Мова
Розподіл населення за рідною мовою за даними перепису 2001 року:
| Мова       | Кількість | Відсоток |
| ---------- | --------- | -------- |
| українська | 148       | 100%     |